# Rosicrucian
Rosicrucian war eine schwedische Thrash-Metal-Band aus Sala, die 1986 unter dem Namen Atrocity gegründet wurde und sich 1995 auflöste. Die Gruppe hatte ihren Sitz später nach Västerås verlegt.

## Geschichte
Die Band wurde im Jahr 1986 unter dem Namen Atrocity gegründet. Im Mai 1988 folgte ein erstes Demo, Atrocious Destruction betitelt. Im selben Jahr erschien außerdem die auf 1.000 Stück begrenzte Split-Veröffentlichung Is This Heavy or What?, an der auch Tribulation, Damien und Gravity teilnahmen. 1989 folgte mit To Be… Or Not to Be ein zweites Demo.
Im selben Jahr nahm die Band ein weiteres Demo namens Initiation into Nothingness auf, wobei sich die Gruppe mittlerweile in Rosicrucian umbenannt hatte. Hierauf besteht die Besetzung aus den Gitarristen Magnus Söderman und Lars Lindén, dem Sänger Glyn Grimwade, dem Schlagzeuger Patrik Marchente und dem Bassisten Fredrik Jacobsen. 1990 schloss sich ein zweites Rosicrucian-Demo an. Nach der Veröffentlichung des 1992er Debütalbums Silence über Black Mark Production verließen der Sänger Glyn Grimwade und der Schlagzeuger Patrik Merchente die Gruppe, woraufhin Ulf „Uffe“ Pettersson als neuer Sänger dazukam. Da der Gruppe ein Schlagzeuger fehlte, übernahm Jhonny „Berget“ Bergman auf dem Album No Cause for Celebration im Jahr 1994 das vakante Instrument. Im Dezember 1994 wurde mit Andreas Wallström ein permanenter Schlagzeuger gefunden. 1995 kehrte Bergman ans Schlagzeug zurück doch schon bald löste sich die Band auf. Nach der Auflösung gründeten der Gitarrist Magnus Söderman und der Bassist Fredrik Jacobsen im selben Jahr die Band Slapdash.

## Stil
Janne Stark schrieb in The Heaviest Encyclopedia of Swedish Hard Rock and Heavy Metal Ever!, dass Rosicrucians Songs komplex und intelligent und gelegentlich mit denen von Candlemass und Testament vergleichbar seien. Der Gesang sei zwar nicht der melodischste, jedoch seien die Texte wenigstens verständlich. Auch verwende man gelegentlich genrefremde Instrumente wie etwa eine Violine.
Daniel Ekeroth ordnete die Musik von Atrocity in seinem Buch Schwedischer Death Metal dem Thrash Metal zu, der durch Bands wie Testament und Heathen beeinflusst worden sei. Allerdings sei der Heavy-Metal-Einfluss zu ausgeprägt, als dass die Musik als extrem gelten könne. Unter dem Namen Rosicrucian habe man sich dem Death Metal stärker zugewandt. Da man jedoch noch ein paar „Mosh-Riffs“ und den Bay-Area-mäßigen Gesang beibehalten habe, sei dies bei vielen Death-Metal-Fans Anfang der 1990er Jahre nicht immer auf Gegenliebe gestoßen.
Holger Stratmann vom Rock Hard schrieb in seiner Rezension zu Silence, dass hierauf Thrash- und Death-Metal-Riffs enthalten sind, während der Gesang „halbdüster“ geröchelt werde. Die Musik sei nicht sonderlich innovativ, einzig die Gitarrenarbeit steche heraus, bei der man des Öfteren einen „Akustiklauf malmsteenscher Machart neben den schweren Riffs und dem Geröchel“ erkennen könne. In einer späteren Ausgabe rezensierte Thomas Kupfer No Cause for Celebration und merkte an, dass auf dem Vorgänger noch reiner Thrash Metal zu hören gewesen war, dessen guter Gesamteindruck für ihn nur durch den gewöhnungsbedürftigen Gesang geschmälert worden sei, dieses Album könne jedoch nicht mehr überzeugen. Man könne den Songs die frühere Beeinflussung der Mitglieder durch Hardcore Punk anhören. Die Lieder seien aggressiv, jedoch langweilig und einfallslos und würden nur gelegentlich durch Breaks interessant gestaltet. Martin Popoff besprach das Album in seinem Buch The Collector’s Guide of Heavy Metal Volume 3: The Nineties  ebenfalls und resümierte, dass die Band sich hierfür stark am technisch anspruchsvollen San-Francisco-Bay-Area-Thrash-Metal der 1980er Jahre orientiert hat. Der Gesang klinge schroff, die Songs wirkten gut produziert und teils unberechenbar, wobei die Texte hörenswert seien.

## Diskografie
als Atrocity
- 1988: Is This Heavy or What? (Split mit Tribulation, Damien und Gravity, Is This Heavy or What?)
- 1988: Atrocious Destruction (Demo, Eigenveröffentlichung)
- 1989: To Be… Or Not to Be (Demo, Eigenveröffentlichung)

als Slapdash
- 1990: Initiation into Nothingness (Demo, Eigenveröffentlichung)
- 1990: Demo (Demo, Eigenveröffentlichung)
- 1992: Silence (Album, Black Mark Production)
- 1994: No Cause for Celebration (Album, Black Mark Production)